# Емельянов, Сергей Андреевич (боксёр)
Серге́й Андре́евич Емелья́нов (1 октября 1906, Санкт-Петербург — 5 марта 1976, там же) — советский боксёр средней и полусредней весовых категорий, выступал за сборную СССР в 1920-е — 1930-е годы. Победитель I международной Спартакиады рабочего спорта в Норвегии, обладатель пяти серебряных медалей первенства Советского Союза, заслуженный мастер спорта СССР (1938). Также известен как детский тренер и судья по боксу всесоюзной категории (1950; 1957).

## Биография
Родился 1 октября 1906 года в Санкт-Петербурге в крестьянской семье, с детства увлекался разными видами спорта.
Активно заниматься боксом начал в возрасте пятнадцати лет в ленинградском спортивном обществе «Динамо» под руководством тренера Владимира Осечкина. В 1926 году участвовал в знаменитой встрече «Москва — Ленинград», проходившей на арене 1-го московского цирка. Емельянов вышел против москвича Фёдора Никитина, в третьем раунде решил матч в свою пользу, но не стал добивать соперника: «Я видел, что он сильно побледнел после моих ударов, и, не доводя дело до нокаута, просто отошёл от него».
Мировая известность пришла к нему в 1928 году, когда он одержал победу на I международной Спартакиаде рабочего спорта в Норвегии — на первых международных соревнованиях в истории советского бокса. Его открытая стойка, мощные удары и агрессивная манера подавляли соперников. Кроме этого Емельянов поражал нечувствительностью к боли, за это его даже прозвали «железной скулой». Секрет был в том, что боксёр невозмутимо переносил удар, смягчая его «микронным» уходом. Укреплял кожу лица, массируя его раствором из морской соли, спирта и лимонного сока. После этой победы боксёрские федерации многих стран персонально вызывали его не матчи, спортсмен неоднократно получал предложения перейти в профессионалы.
В 1930-е годы Сергей Емельянов пять раз становился серебряным призёром чемпионата СССР, в 1938 году удостоился звания «Заслуженный мастер спорта», а в 1948-м попал в первый список выдающихся боксёров страны. В течение пяти лет был членом сборной Советского Союза, всего за карьеру провёл 115 боёв, из них 104 окончил победой (в том числе выиграл 19 международных матчей из 22 проведённых).
Покинув ринг, перешёл на тренерскую работу, занимался с юными боксёрами в Ленинградском дворце пионеров, одновременно с этим был судьёй всесоюзной категории (представлял Советскую Армию).
Умер 5 марта 1976 года в Ленинграде, похоронен на Северном кладбище.